# کیم هیون-هوی (بازیکن تنیس روی میز)
کیم هیون-هوی (انگلیسی: Kim Hyon-hui؛ زادهٔ ) یک بازیکن تنیس روی میز اهل کره شمالی است.